# Cais das Colunas

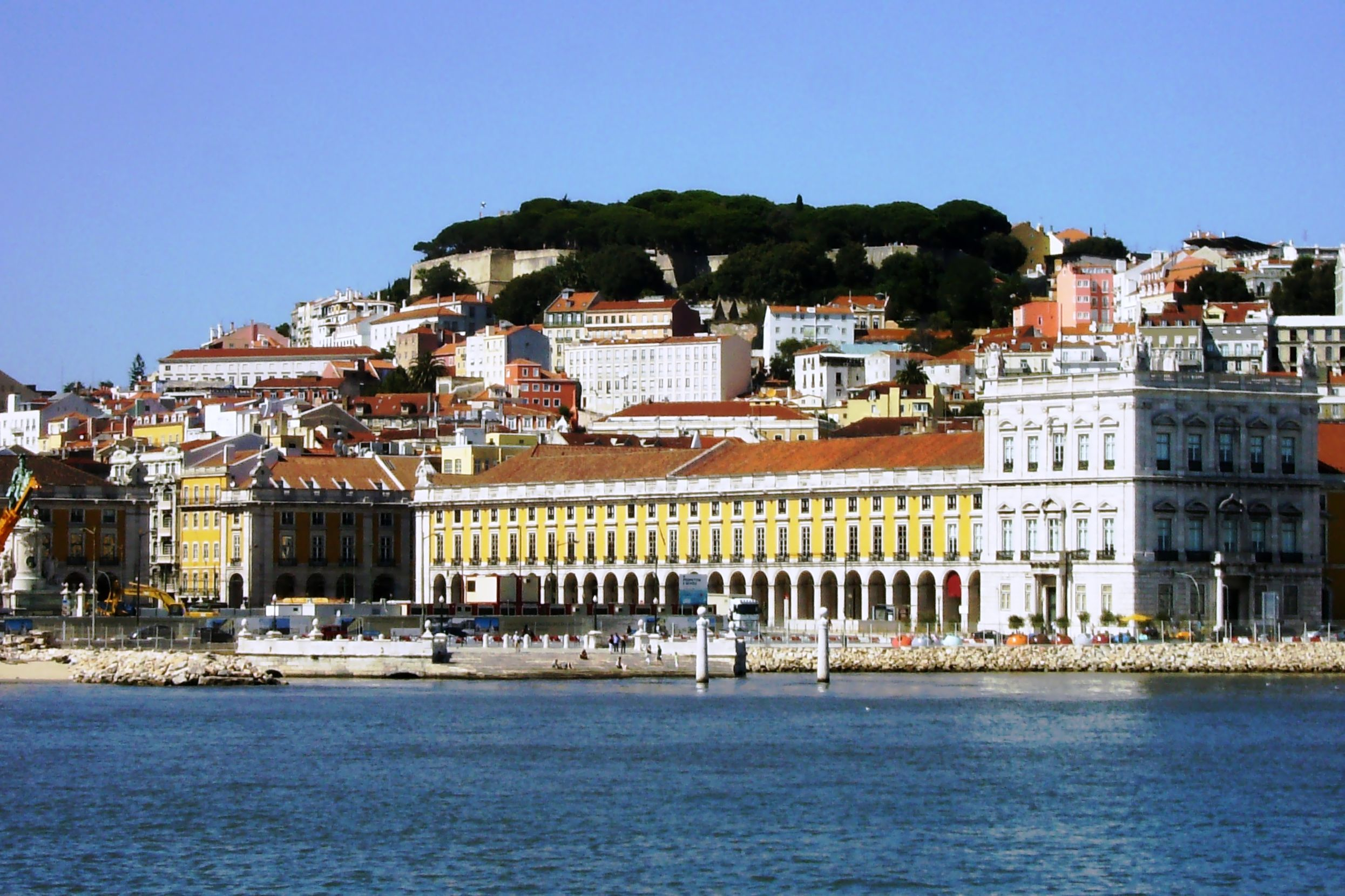
Vista do Terreiro do Paço a partir do rio Tejoː em primeiro plano o Cais das Colunas; em último, o Castelo de São Jorge.

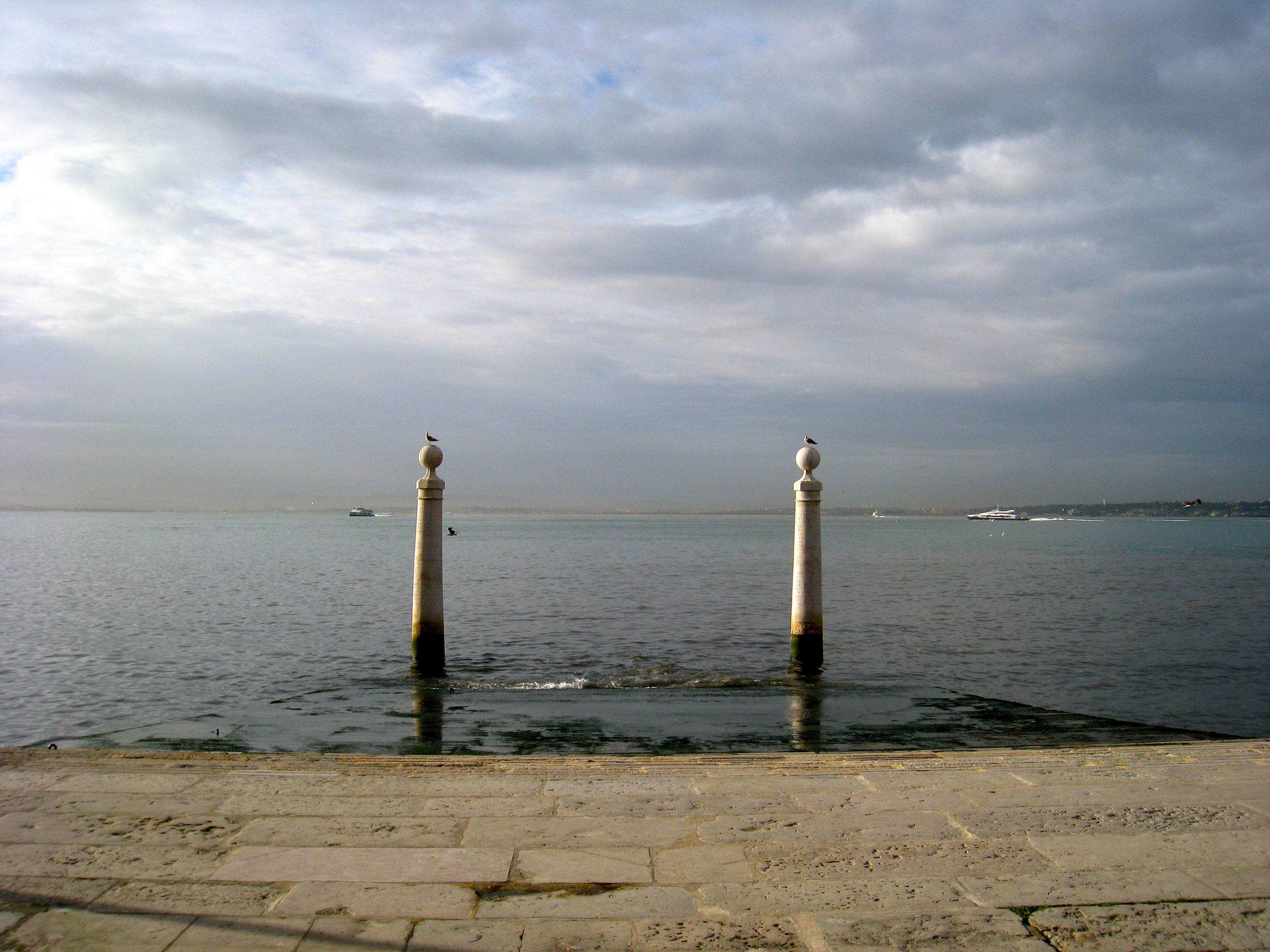
Cais das Colunasː vista a partir de terra.

O Cais das Colunas localiza-se no Terreiro do Paço, no centro histórico da cidade, concelho e distrito de Lisboa, em Portugal. Permitia o acesso aos cacilheiros ou outras embarcações que fazem a trajectória entre o Terreiro do Paço e a Margem Sul do rio Tejo.

## História
Esta foi sempre a entrada nobre de Lisboa e, nos degraus de mármore do Cais das Colunas, vindos do rio, desembarcam chefes de estado e outras figuras de destaque (como Isabel II de Inglaterra ou Gungunhana). Essa impressionante entrada em Lisboa serve agora de cais para os cacilheiros, os barcos que ligam a cidade a Cacilhas. Hoje, o espectáculo de desembarcar neste cais é prejudicado pelo trânsito na Avenida da Ribeira das Naus e na Avenida Infante D. Henrique, que corre ao longo da margem.
Um facto interessante são os banhos semanais que ocorriam antigamente no cais, nos quais algumas pessoas ousavam banhar-se nuas, o que causou indignação na época.[carece de fontes?]